# Prosaptia multicaudata
Prosaptia multicaudata är en stensöteväxtart som först beskrevs av Edwin Bingham Copeland, och fick sitt nu gällande namn av Barbara S. Parris. Prosaptia multicaudata ingår i släktet Prosaptia och familjen Polypodiaceae. Inga underarter finns listade.